# Benjamin Glazer
Pour les articles homonymes, voir Glazer.
Benjamin F. Glazer (né le 7 mai 1887 à Belfast en Irlande du Nord, mort le 18 mars 1956 à Hollywood en Californie) est un scénariste, producteur et réalisateur de films irlandais.
Il a remporté deux Oscars, dont celui de la meilleure adaptation pour le film L'Heure suprême (Seventh Heaven) en 1929 lors de la 1re cérémonie des Oscars.

## Biographie
Né à Belfast, il émigre aux États-Unis et étudie à l'Université de Pennsylvanie, d'où il sort diplômé en 1906. Il est un des fondateurs de l'Academy of Motion Picture Arts and Sciences, et a été producteur de comédies musicales avec Bing Crosby aux Studios Paramount. Il a aussi écrit pour le théâtre, en particulier l'adaptation de la pièce Liliom de Ferenc Molnár, reprise ultérieurement dans la comédie musicale Carousel.

## Filmographie partielle
- 1925 : La Rançon de Reginald Barker
- 1925 : La Veuve joyeuse
- 1926 : La Chair et le Diable
- 1926 : Masques d'artistes (You Never Know Women) de William A. Wellman
- 1927 : A Gentleman of Paris de Harry d'Abbadie d'Arrast
- 1927 : L'Heure suprême
- 1928 : Les Mendiants de la vie
- 1928 : La Piste de 98
- 1928 : Forains (The Barker) de George Fitzmaurice
- 1928 : La Rue des péchés
- 1929 : L'Heure suprême (Seventh Heaven)
- 1929 : La Danse de la vie (The Dance of Life)
- 1930 : Tol'able David
- 1930 : The Devil to Pay!
- 1931 : Mata Hari
- 1932 : La Belle Nuit (This Is the Night) de Frank Tuttle
- 1932 : Si j'avais un million
- 1932 : Two Kinds of Women de William C. de Mille
- 1932 : Monsieur Albert
- 1932 : Un mauvais garçon
- 1932 : L'Adieu aux armes
- 1933 : La Déchéance de miss Drake
- 1933 : Monsieur Bébé (A Bedtime Story) de Norman Taurog
- 1934 : We're Not Dressing
- 1937 : Exclusive
- 1937 : La Loi du milieu
- 1939 : Je suis un criminel
- 1941 : Éveille-toi mon amour (Arise, My Love)
- 1942 : Tortilla Flat

## Nominations et récompenses
Il reçoit l'Oscar du meilleur scénario adapté en 1929 pour L'Heure suprême (Seventh Heaven), et l'Oscar de la meilleure histoire originale avec Hans Székely pour Arise, My Love en 1941,.